# Atletica leggera ai XVII Giochi paralimpici estivi - Getto del peso F41 femminile
Ai XVII Giochi paralimpici estivi la competizione del getto del peso femminile F41 si è svolta il giorno 30 agosto 2024 presso lo Stade de France di Parigi.

## Situazione pre-gara

### Record
Prima di questa competizione, il record del mondo, il record paralimpico e i record continentali erano i seguenti.
| Record              | Prestazione | Atleta                          | Data e luogo                                | Competizione                         |
| ------------------- | ----------- | ------------------------------- | ------------------------------------------- | ------------------------------------ |
| Record mondiale     | 10,55 m     | Raoua Tlili Tunisia             | 27 agosto 2021 Tokyo, Giappone              | XVI Giochi paralimpici estivi        |
| Record paralimpico  | 10,55 m     | Raoua Tlili Tunisia             | 27 agosto 2021 Tokyo, Giappone              |                                      |
| Record africano     | 10,55 m     | Raoua Tlili Tunisia             | 27 agosto 2021 Tokyo, Giappone              |                                      |
| Record panamericano | 9,94 m      | Mayerli Buitrago Ariza Colombia | 27 agosto 2021 Tokyo, Giappone              | XVI Giochi paralimpici estivi        |
| Record asiatico     | 9,88 m      | Kubaro Khakimova Uzbekistan     | 17 maggio 2024 Kōbe, Giappone               | Campionati mondiali paralimpici 2024 |
| Record europeo      | 8,37 m      | Ana Gradecak Croazia            | 10 giugno 2022 Parigi, Francia              | #Handisport Open Paris               |
| Record oceaniano    | 9,19 m      | Claire Keefer Australia         | 14 novembre 2019 Dubai, Emirati Arabi Uniti | Campionati mondiali paralimpici 2019 |

### Campionesse in carica
Le campionesse in carica a livello mondiale erano le seguenti.
| Campionessa | Atleta              | Prestazione | Data e luogo                   | Competizione                         |
| ----------- | ------------------- | ----------- | ------------------------------ | ------------------------------------ |
| Paralimpica | Raoua Tlili Tunisia | 10,55 m     | 27 agosto 2021 Tokyo, Giappone | XVI Giochi paralimpici estivi        |
| Mondiale    | Raoua Tlili Tunisia | 10,15 m     | 17 maggio 2024 Kōbe, Giappone  | Campionati mondiali paralimpici 2024 |

### La stagione
Prima di questa gara, le atlete con le migliori tre prestazioni mondiali dell'anno erano:
| Pos. | Atleta                          | Prestazione | Data e luogo                      |
| ---- | ------------------------------- | ----------- | --------------------------------- |
| 1    | Raoua Tlili Tunisia             | 10"15       | 17 maggio 2024 Kōbe, Giappone     |
| 2    | Mayerli Buitrago Ariza Colombia | 9,95 m      | 28 aprile 2024 Marrakech, Marocco |
| 3    | Kubaro Khakimova Uzbekistan     | 9,88 m      | 17 maggio 2024 Kōbe, Giappone     |